# 倉石村

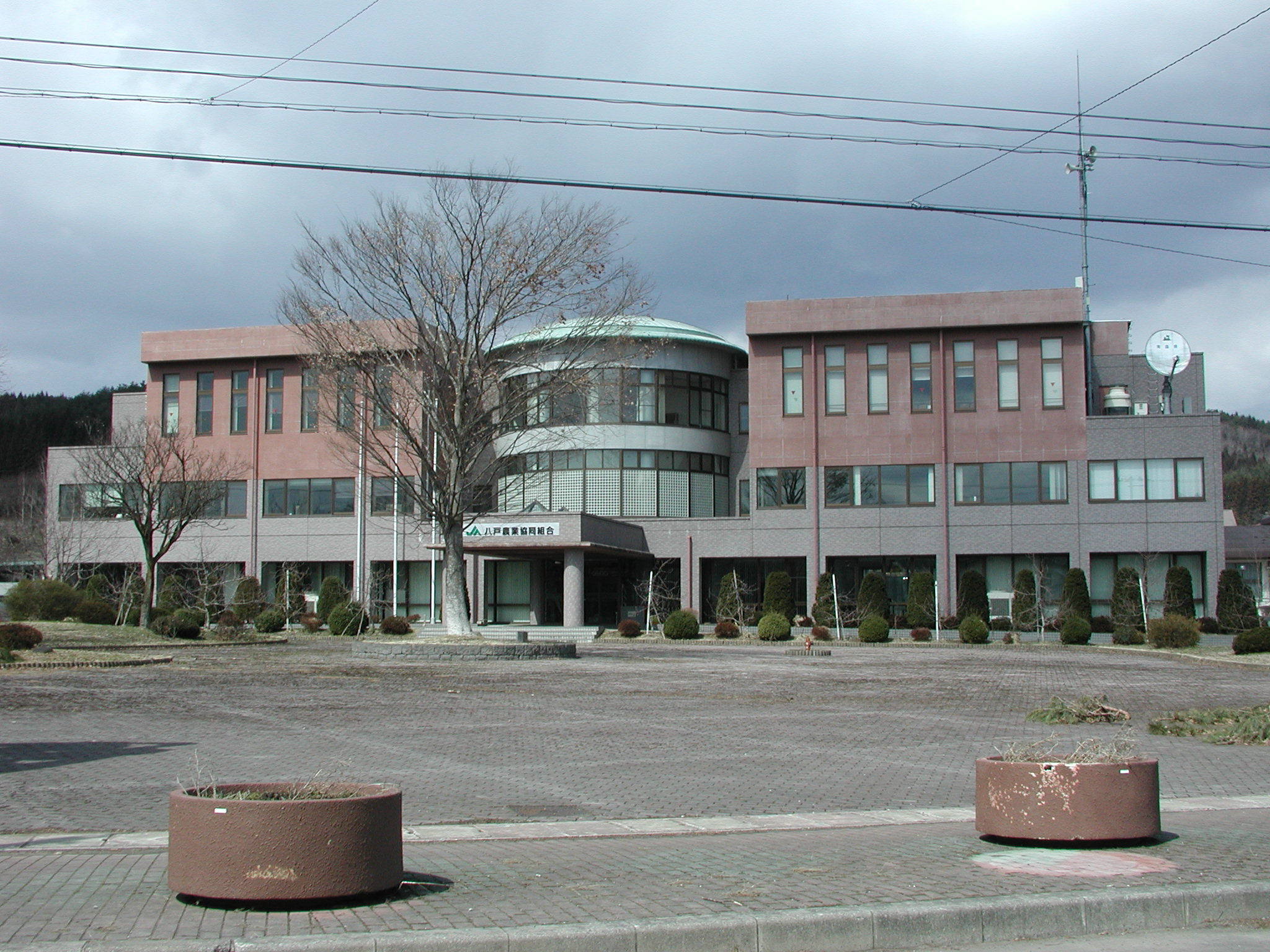
倉石村役場 庁舎（2009年（平成21年）3月 - 撮影時点では既にJA八戸の経済事業本所）

倉石村（くらいしむら）は、青森県三戸郡にあった村。リンゴなどが栽培され、農業や倉石牛に代表される畜産業が盛ん。

## 地理
三戸郡北部の内陸部に位置していた。村内の土地利用は、大半が森林や農地である。
- 川：五戸川

### 隣接していた自治体
- 十和田市
- 三戸郡
  - 五戸町
  - 新郷村

## 歴史

### 沿革
- 1889年（明治22年）4月1日 - 町村制施行に伴い三戸郡中市村、石沢村、又重村が合併し、倉石村が発足。
- 1970年（昭和45年）8月1日 - 十和田市と境界の一部を変更。
- 1971年（昭和46年）8月1日 - 十和田市と境界の一部を変更。
- 2004年（平成16年）7月1日 - 五戸町に編入され消滅。
- 2008年（平成20年）12月26日 - 合併後に設置されていた五戸町役場倉石分庁舎（旧：倉石村役場）が閉庁[2]。

## 地域

### 警察
- 管轄：五戸警察署
  - 倉石警察官駐在所

### 公共施設
- 倉石スポーツセンター
- 倉石村国民健康保険診療所
- 小渡平公園

### 郵便
- 倉石郵便局〔集配局〕 (84154)
- 又重簡易郵便局 (84710)

### 金融機関
- 八戸農業協同組合倉石支店

### 教育

#### 保育園
- 倉石保育園

#### 小学校
- 倉石村立倉石小学校
- 倉石村立石沢小学校[3]
- 倉石村立中市小学校[3]
- 倉石村立又重小学校[3]

#### 中学校
- 倉石村立倉石中学校

## 交通
※村内に鉄道路線はない。
一般国道
国道454号
県道
青森県道142号倉石五戸線
青森県道168号切田五戸線

### 路線バス
- 南部バス

## 出身有名人
- 青ノ里盛（大相撲力士・立田川親方）
- 鬼竜山雷八 (2代)（大相撲力士・粂川親方）
- 鬼竜川光雄（大相撲力士・年寄勝ノ浦）

## 名所・旧跡等
- 倉石温泉
- 中市館跡
- 旧圓子家住宅
  - 江戸時代の武士であった圓子氏の住宅で、圓子氏は「九戸政実の乱」（1591年）の後に倉石中市に居を構え、南部藩直命の山奉行となったと伝えられている。保存状態が非常に良く建築当時の様子を良好に残しており、玄関・式台・塀重門の関係を残している武士住宅は県内では本住宅だけである。これらのことが評価され、平成13年6月に青森県重宝に指定された。
  - 居宅のほかに、表門、板塀、井戸、生け垣、庭園なども復元され、居宅内には調度品や、古文書、絵図などが陳列されている。